# Babotin Maemina
Babotin Maemina is een bestuurslaag in het regentschap Belu van de provincie Oost-Nusa Tenggara, Indonesië. Babotin Maemina telt 676 inwoners (volkstelling 2010).